# Land van Dendermonde
Het Land van Dendermonde vormde een heerlijkheid van het Graafschap Vlaanderen, tussen de Schelde en de Dender.
Het Leenhof van Dendermonde was gevestigd waar in 1927 het Justitiepaleis werd gebouwd, naast de Dender. Hier vergaderden de Schepenen die het Land bestuurden. Het Leenhof werd bestuurd door een baljuw en zeven schepenen, in naam van de heer. Deze laatste behoorde aanvankelijk tot een familie Van Dendermonde, die in de 2e helft van de 12e eeuw met Walter II uitstierf. Diens dochter en enige erfgename Mathilde werd de echtgenote van Willem II, heer van Bethune; hun kleindochter Mathilde bracht het Land van Dendermonde als bruidsschat aan Gwijde van Dampierre, graaf van Vlaanderen. De heerlijkheid zou daarna steeds in de grafelijke familie blijven en daarna toevallen aan de opeenvolgende vreemde vorsten die Vlaanderen hadden geërfd.

## Structuur
Het Land omvatte de parochies Appels, Baasrode, Berlare, Denderbelle, Grembergen, Hamme met Sint-Anna, Kalken, Laarne, Lebbeke, Mariekerke, Moerzeke, Opwijk, Oudegem, Overmere met Uitbergen, Schellebelle met Wanzele, Sint-Amands, Sint-Gillis-bij-Dendermonde met Zwijveke, Wetteren, en Zele.
Acht daarvan waren vierscharen die rechtstreeks onder de graaf, heer van het Land van Dendermonde stonden: Baasrode, Berlare, Denderbelle met Sint-Gillis en Zwijveke, Grembergen, Hamme, Opwijk met Lebbeke, Wetteren en Zele. De overige werden elk bestuurd door een eigen heer, die de parochie van de graaf in leen had. Ook Dendermonde zelf maakte er oorspronkelijk deel uit van het Land, maar deze plaats wist zich in 1233 stadsrechten te verwerven, en had dus een eigen, onafhankelijk bestuur.

## Cultuur
In de OLV kerk zetelde een kapittel, waarvan verschillende kanunniken ook in de Kerk zijn bijgezet. Ook waren er verschillende feodale kloosters gevestigd, waaronder de Abdij van Zwijveke in Sint-Gillis, een klooster van Zwartzusters en een augustijnerconvent. In Dendermonde bloeide de devotie tot Sint-Hilduardus en Christiana, wiens relieken in 846 werden overgebracht, Christiana is sindsdien de patrones van Dendermonde.
Aalst · Belle · Bergues · Beveren · Bourbourg · Bornem · het Brugse Vrije · Dendermonde · Doel · Doornik · Douai ·
 Gent · Ieper · Kassel · Ketenisse · Kortrijk · Oudenaarde · Rijsel · Saeftinghe · Veurne · de Vier Ambachten · Waas